# Confederação de Bar

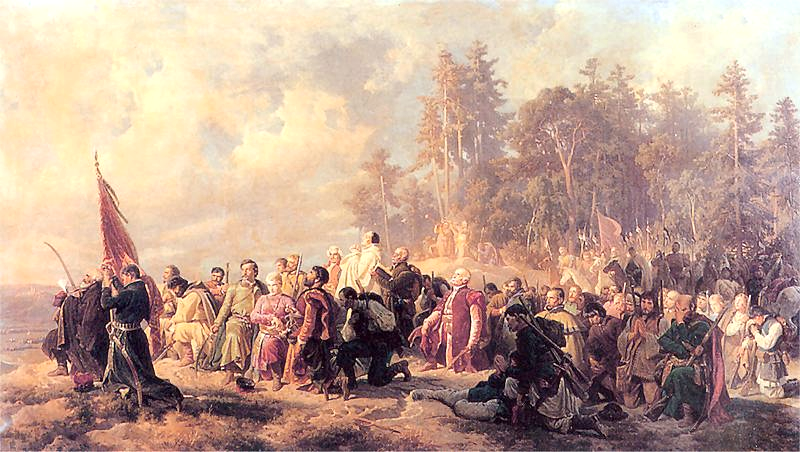
Oração dos Confederados de Bar antes da batalha de Lanckorona. Pintura de Artur Grottger

A confederação de Bar foi uma insurreição de patriotas poloneses contra a ingerência da Rússia em 1768.
Um exército dirigido por Joseph Pulaski e Michel Krasinski se reuniu em Bar, na Ucrânia, a 70 km da fronteira do Império Otomano para defender "a fé e as liberdades". O porta-voz dos confederados é o padre carmelita Marek Jandolowicz. O movimento espalhou-se rapidamente pela Ucrânia. Frederico II da Prússia alegando razões de segurança, estabelece guarnições de segurança na porção polonesa da Prússia. Os russos fazem o mesmo no sudoeste do país. O general russo Souvorov captura a Cracóvia de assalto. O rei Estanislau II combate os confederados de Bar ou alia-se a eles, de acordo com as circunstâncias. Uma guerra civil se segue, acompanhada de uma revolta de camponeses; os camponeses ortodoxos massacram nobres e Judeus. 
Usando do pretexto de uma violação da fronteira ao perseguir os revoltosos, o Império Otomano declara guerra contra a Rússia em outubro de 1768. Uma luta confusa se prolonga por quatro anos. A França intervém de favor dos confederados e lhes envia o coronel Charles François Dumouriez.
Em outubro de 1771, os confederados de Bar proclamam a queda do rei Estanislau II. Vencidos, deixam as armas em agosto de 1772 e não consegue evitar a primeira partilha da Polônia.